# 中国驻越南大使列表
本列表为中華民國和中華人民共和國驻越南历任大使名录。

## 历任中国驻越南大使

### 附：中华民国驻河内总领事（1935年－1955年）
1935年，中华民国设立驻河内总领事馆。1940年，日軍佔領越南，駐河內總領事館撤回國內，在邊境廣西龍津縣水口設立水口辦事處，由副領事朱垣章負責。抗戰勝利後，駐河內總領事館重返河內。1955年，因第一次印度支那战争结束，河内划归越南民主共和国管辖，中华民国政府关闭驻河内总领事馆。
| 姓名   | 任命          | 到任 | 免职          | 离任 | 领事职务 | 备注 | 备注 |
| ------ | ------------- | ---- | ------------- | ---- | -------- | ---- | ---- |
| 许念曾 | 1937年2月16日 |      | 1949年3月11日 |      | 总领事   |      |      |
| 江锡麐 | 1949年3月11日 |      | 1949年7月4日  |      | 总领事   |      |      |
| 刘家驹 | 1950年8月7日  |      | 1955年5月5日  |      | 总领事   |      |      |

### 附：中华民国（汪精卫政权）驻越南通商代表（1941年－1945年）
1941年，汪精卫政权向越南派遣通商代表。1945年，二战结束，汪精卫政权灭亡。
| 姓名   | 任命          | 到任          | 免职         | 离任 | 职务     | 备注 | 备注 |
| ------ | ------------- | ------------- | ------------ | ---- | -------- | ---- | ---- |
| 林珈民 | 1941年2月13日 |               | 1942年8月6日 |      | 通商代表 |      |      |
| 张永福 | 1944年1月     | 1944年1月21日 | 1945年       |      | 通商代表 |      |      |

### 中华人民共和国驻越南大使（1954年至今）
1950年1月18日，中华人民共和国与越南民主共和国（北越）建交。1954年法越战争结束后，中国于同年9月设立驻越南大使馆，原中国援越政治顾问团团长罗贵波担任首任大使。越南战争中北越战胜南越后，南、北越南于1976年7月2日成立统一的越南社会主义共和国。
| 姓名   | 任命           | 任命           | 到任           | 递交国书       | 免职           | 免职           | 离任          | 外交衔级 | 外交职务     | 备注                           |
| 姓名   | 全国人大常委会 | 主席           | 到任           | 递交国书       | 全国人大常委会 | 主席           | 离任          | 外交衔级 | 外交职务     | 备注                           |
| ------ | -------------- | -------------- | -------------- | -------------- | -------------- | -------------- | ------------- | -------- | ------------ | ------------------------------ |
| 罗贵波 | 1954年8月11日  | 1954年8月19日  | 1954年8月28日  | 1954年9月1日   | 1957年9月26日  | 1957年12月11日 | 1957年9月     | 大使     | 特命全权大使 |                                |
| 何伟   | 1957年9月26日  | 1957年12月11日 | 1958年1月      | 1958年1月13日  | 1962年5月14日  | 1962年7月27日  | 1962年3月24日 | 大使     | 特命全权大使 | 兼驻老挝王国经济文化代表团团长 |
| 朱其文 | 1962年5月14日  | 1962年7月27日  | 1962年8月18日  | 1962年8月21日  | 不適用         | 不適用         | 1967年1月     | 大使     | 特命全权大使 |                                |
| 陆维钊 | 不適用         | 不適用         | 1967年1月      | 不適用         | 不適用         | 不適用         | 1968年        | 参赞     | 临时代办     |                                |
| 陈亮   | 不適用         | 不適用         | 1968年         | 不適用         | 不適用         | 不適用         | 1969年6月     | 参赞     | 临时代办     |                                |
| 王幼平 | 不適用         | 不適用         | 1969年6月6日   | 1969年6月7日   | 不適用         | 不適用         | 1974年8月17日 | 大使     | 特命全权大使 |                                |
| 符浩   | 不適用         | 不適用         | 1974年9月5日   | 1974年9月7日   | 1977年10月24日 | 不適用         | 1977年4月     | 大使     | 特命全权大使 |                                |
| 陈志方 | 1977年10月24日 | 不適用         | 1977年9月17日  | 1977年9月20日  | 1979年2月23日  | 不適用         | 1978年6月     | 大使     | 特命全权大使 |                                |
| 杨公素 | 1979年2月23日  | 不適用         | 1978年12月     | 1978年12月4日  | 1980年8月26日  | 不適用         | 1980年5月     | 大使     | 特命全权大使 |                                |
| 邱力行 | 1980年8月26日  | 不適用         | 1980年12月17日 | 1980年12月23日 | 1984年11月14日 | 1985年8月21日  | 1985年8月     | 大使     | 特命全权大使 |                                |
| 李世淳 | 1984年11月14日 | 1985年8月21日  | 1985年9月      | 1985年9月16日  | 1988年12月29日 | 1989年3月19日  | 1989年4月     | 大使     | 特命全权大使 |                                |
| 张德维 | 1988年12月29日 | 1989年3月19日  | 1989年5月      | 1989年5月6日   | 1992年12月28日 | 1993年3月10日  | 1993年2月     | 大使     | 特命全权大使 |                                |
| 张青   | 1992年12月28日 | 1993年3月10日  | 1993年4月      | 1993年4月24日  | 1995年8月29日  | 1995年12月15日 | 1995年12月    | 大使     | 特命全权大使 |                                |
| 李家忠 | 1995年8月29日  | 1995年12月15日 | 1995年12月     |                | 2000年4月29日  | 2000年8月25日  | 2000年7月     | 大使     | 特命全权大使 |                                |
| 齐建国 | 2000年4月29日  | 2000年8月25日  | 2000年7月27日  | 2000年8月11日  | 2005年7月1日   | 2006年4月14日  | 2006年2月     | 大使     | 特命全权大使 |                                |
| 胡乾文 | 2005年7月1日   | 2006年4月14日  | 2006年3月3日   | 2006年3月17日  | 2008年6月26日  | 2008年12月26日 | 2008年11月    | 大使     | 特命全权大使 |                                |
| 孙国祥 | 2008年6月26日  | 2008年12月26日 | 2008年11月28日 | 2008年12月16日 | 2011年2月25日  | 2011年9月2日   | 2011年7月24日 | 大使     | 特命全权大使 |                                |
| 孔铉佑 | 2011年2月25日  | 2011年9月2日   | 2011年8月5日   | 2011年8月25日  | 2014年2月27日  | 2014年6月4日   | 2014年4月20日 | 大使     | 特命全权大使 |                                |
| 洪小勇 | 2014年2月27日  | 2014年6月4日   | 2014年5月11日  | 2014年5月19日  | 2017年12月27日 | 2018年12月7日  | 2018年2月     | 大使     | 特命全权大使 |                                |
| 熊波   | 2018年8月31日  | 2018年12月7日  | 2018年11月10日 | 2018年11月17日 |                | 2024年9月30日  | 2024年8月30日 | 大使     | 特命全权大使 |                                |
| 何炜   |                | 2024年9月30日  | 2024年9月11日  | 2024年9月17日  | 现任           |                |               | 大使     | 特命全权大使 |                                |

### 中华民国驻越南共和国公使（1955年－1958年）
1955年越南共和国（南越）成立后，中华民国驻西贡总领事馆改为公使馆，原总领事蒋恩铠任公使馆代办。1956年公使袁子健到任，1958年公使馆升格为大使馆。
| 姓名   | 任命           | 到任           | 递交国书      | 免职         | 离任          | 外交衔级 | 外交职务     | 备注 | 备注 |
| ------ | -------------- | -------------- | ------------- | ------------ | ------------- | -------- | ------------ | ---- | ---- |
| 蒋恩铠 | 1955年12月17日 | 1955年12月17日 |               |              | 1957年1月10日 | 参事     | 临时代办     |      |      |
| 袁子健 | 1956年12月13日 | 1957年1月10日  | 1957年1月17日 | 1958年7月4日 | 1958年7月4日  | 公使     | 特命全权公使 |      |      |

### 中华民国驻越南共和国大使（1958年－1975年）
1958年7月1日，中华民国驻越南公使馆升格为大使馆，公使袁子健升任大使。1975年，南越军队节节败退，中华民国驻越南大使馆于同年4月26日关闭，30日隨南越政權瓦解而終止外交關係。5月12日，中华民国外交部正式命令闭馆撤离。
| 姓名   | 任命           | 到任           | 递交国书       | 免职           | 离任           | 外交衔级 | 外交职务     | 备注                                      | 备注 |
| ------ | -------------- | -------------- | -------------- | -------------- | -------------- | -------- | ------------ | ----------------------------------------- | ---- |
| 袁子健 | 1958年7月4日   | 1958年7月4日   | 1958年7月10日  | 1964年10月14日 | 1964年10月27日 | 大使     | 特命全权大使 | 公使升任大使                              |      |
| 胡琏   | 1964年10月14日 | 1964年11月12日 | 1964年11月26日 | 1972年12月20日 | 1972年12月20日 | 大使     | 特命全权大使 | 1967年9月大使馆遭越南南方民族解放陣線袭击 |      |
| 许绍昌 | 1972年12月22日 | 1973年1月2日   | 1973年1月6日   | 1975年5月10日  | 1975年4月26日  | 大使     | 特命全权大使 |                                           |      |

### 中华人民共和国驻越南南方共和大使（1973年－1976年）
1973年，中华人民共和国任命王若杰少将为驻越南南方共和国临时革命政府大使。1976年7月2日，越南南方共和国与越南民主共和国合并，成立越南社会主义共和国。
| 姓名   | 任命           | 任命   | 到任      | 递交国书     | 免职           | 免职   | 离任       | 外交衔级 | 外交职务     | 备注 |
| 姓名   | 全国人大常委会 | 主席   | 到任      | 递交国书     | 全国人大常委会 | 主席   | 离任       | 外交衔级 | 外交职务     | 备注 |
| ------ | -------------- | ------ | --------- | ------------ | -------------- | ------ | ---------- | -------- | ------------ | ---- |
| 王若杰 | 不適用         | 不適用 | 1973年5月 | 1973年6月3日 | 1977年10月24日 | 不適用 | 1976年11月 | 大使     | 特命全权大使 |      |